# Hokuma Aliyeva
Hokuma Aliyeva, née le 8 août 1991 et morte le 25 décembre 2024, est une hôtesse de l'air et une héroïne nationale de l'Azerbaïdjan.

## Biographie
Hokuma Aliyeva naît le 8 août 1991 dans le district de Kelbadjar, en Azerbaïdjan. En 1993, en raison de l'occupation de leur village par les forces arméniennes, sa famille s'installe temporairement dans le village de Qaradamirchi, dans le district de Bərdə. En 1996, ils déménagent en Russie, vivant pendant un certain temps dans la oblast de Volgograd. Hokuma fréquente l'école no 178 de la ville de la 1re à la 6e année. Par la suite, sa famille déménage à Gandja, en Azerbaïdjan, où elle poursuit ses études. Elle obtient son diplôme de l'école secondaire no 30, portant le nom de V. Veyselov, à Gandja et obtient 612 points aux examens d'entrée à l'université, ce qui lui permet d'être admise à la Faculté de droit de l'Université d'État de Bakou.

## Carrière
Hokuma Aliyeva poursuit ses études dans des programmes de master et de doctorat. Selon son père, Jalil Aliyev, elle était en dernière année de doctorat. En 2016, elle commence à travailler comme traductrice pour Azerbaijan Airlines. Par la suite, elle continue sa carrière en tant qu’hôtesse de l’air, accomplissant ses tâches avec beaucoup de diligence. Dans les années suivantes, elle prévoyait de se reconvertir pour exercer en tant qu’avocate.

## Accident d'avion de 2024

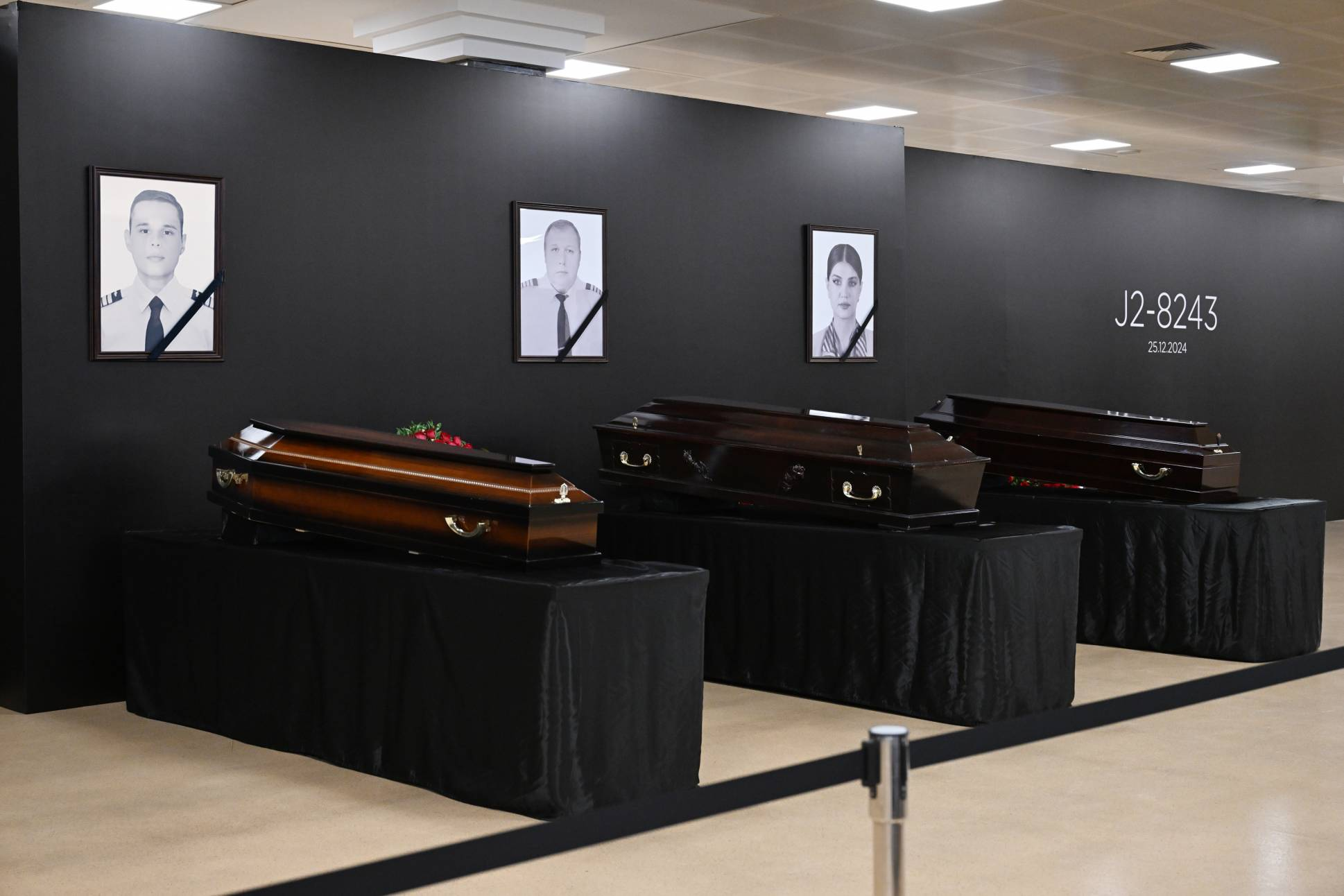
Cérémonie d'adieu pour les membres d'équipage décédés du vol J2-8243 (le cercueil d'Aliyeva se trouve à droite), aéroport international Heydar-Aliyev.

Elle fait partie des membres d'équipage ayant perdu la vie dans le crash du vol 8243 d'Azerbaijan Airlines. En tant qu'hôtesse de l'air à bord d'un avion d'AZAL qui s'est écrasé près de l'aéroport international d'Aktau, à Aktau, au Kazakhstan,. Aliyeva a passé ses derniers instants à calmer les passagers. Elle est inhumée le 29 décembre 2024 au II Alley of Honor (en). Par décret signé par le président de l'Azerbaïdjan, Ilham Aliyev, le 29 décembre, elle reçoit le titre de Héroïne nationale de l'Azerbaïdjan, aux côtés des deux autres membres d'équipage décédés, les pilotes.